# Serrat de la Beguda
El Serrat de la Beguda és una serra situada entre els municipis de Castellbell i el Vilar i de Sant Vicenç de Castellet, a la comarca catalana del Bages, amb una elevació màxima de 329 metres.